# Plecostachys serpyllifolia
Plecostachys serpyllifolia là một loài thực vật có hoa trong họ Cúc. Loài này được (P.J.Bergius) Hilliard & B.L.Burtt miêu tả khoa học đầu tiên năm 1981.